# Бориша Джорджевич
Бориша Джорджевич (сербохорв. Boriša Đorđević, серб. Бориша Ђорђевић, нар. 30 жовтня 1953, Бор) — югославський футболіст, що грав на позиції нападника.
Виступав, зокрема, за клуби «Хайдук» (Спліт), з яким став чемпіоном Югославії та дворазовим володарем Кубка Югославії, а також «Гамбург», з яким став дворазовим чемпіоном Німеччини та володарем Кубка чемпіонів УЄФА. Крім цього грав за національну збірну Югославії, щ якою був учасником чемпіонату Європи 1976 року.

## Клубна кар'єра
У дорослому футболі дебютував 1970 року виступами за команду «Бор», в якій провів п'ять сезонів, взявши участь у 109 матчах чемпіонату.
Своєю грою за цю команду привернув увагу представників тренерського штабу клубу «Хайдук» (Спліт), до складу якого приєднався 1975 року. Відіграв за сплітську команду наступні шість сезонів своєї ігрової кар'єри. Більшість часу, проведеного у складі «Хайдука», був основним гравцем атакувальної ланки команди. За цей час виборов титул чемпіона Югославії та двічі ставав володарем Кубка Югославії.
1981 року уклав контракт з клубом «Гамбург», який заплатив за гравця 800 тис. марок. У складі західнонімецького клубу югослав провів наступні два роки своєї кар'єри гравця, в обох сезонах вигравши чемпіонат, крім того у другому сезоні став з командою володарем Кубка європейських чемпіонів, втім основним гравцем так і не став. В результаті протягом сезону 1983/84 років захищав кольори клубу «Теніс Боруссія» у третьому дивізіоні ФРН, а завершив ігрову кар'єру у команді «Альтона 93», за яку виступав протягом 1984—1986 років. Після завершення кар'єри гравця працював тренером у футбольній школі Манфреда Кальца.

## Виступи за збірну
25 травня 1976 року  дебютував в офіційних іграх у складі національної збірної Югославії в матчі кваліфікації до чемпіонату Європи проти Уельсу (1:1) в Кардіффі.
У складі збірної був учасником чемпіонату Європи 1976 року в Югославії, але на поле не виходив.
Востаннє зіграв за національну збірну 5 жовтня 1977 року проти Угорщини (3:4) у Будапешті. Загалом протягом кар'єри в національній команді, яка тривала 2 роки, провів у її формі 5 матчів.

## Статистика виступів

### Статистика виступів за збірну
| Дата       | Місто        | Господарі | Результат | Гості     | Турнір            | Голи | Примітки |
| ---------- | ------------ | --------- | --------- | --------- | ----------------- | ---- | -------- |
| 22-5-1976  | Кардіфф      | Уельс     | 1 – 1     | Югославія | Відбір до ЧЄ 1976 | -    |          |
| 25-9-1976  | Рим          | Італія    | 3 – 0     | Югославія | товариський матч  | -    |          |
| 10-10-1976 | Севілья      | Іспанія   | 1 – 0     | Югославія | Відбір до ЧС 1978 | -    | 70'      |
| 3-7-1977   | Буенос-Айрес | Аргентина | 1 – 0     | Югославія | товариський матч  | -    | 70'      |
| 5-10-1977  | Будапешт     | Угорщина  | 4 – 3     | Югославія | товариський матч  | -    | 46'      |
| Усього     |              | Матчів    | 5         |           | Голів             | 0    |          |

## Титули і досягнення
- Чемпіон Югославії (1):

«Хайдук» (Спліт): 1978/79
- Володар Кубка Югославії (2):

«Хайдук» (Спліт): 1975/76, 1976/77
- Чемпіон Німеччини (2):

«Гамбург»: 1981/82, 1982/83
- Володар Кубка чемпіонів УЄФА (1):

«Гамбург»: 1982/83